# Jenny Silver
Jenny Silver, születési nevén Jenny Maria Öhlund (Ängelholm, 1974. január 22. –) svéd énekesnő.

## Diszkográfia

### Albumok
- Mitt julkort (1994)
- Lycklig (1997)
- Holden (2003)
- Remote Control (2007)

### Dalok
| Év   | Dal                      | Csúcs helyezés |
| Év   | Dal                      | SWE            |
| ---- | ------------------------ | -------------- |
| 2010 | "A Place to Stay"        | 12             |
| 2011 | "Something in Your Eyes" | 59             |